# Jan Bleuland

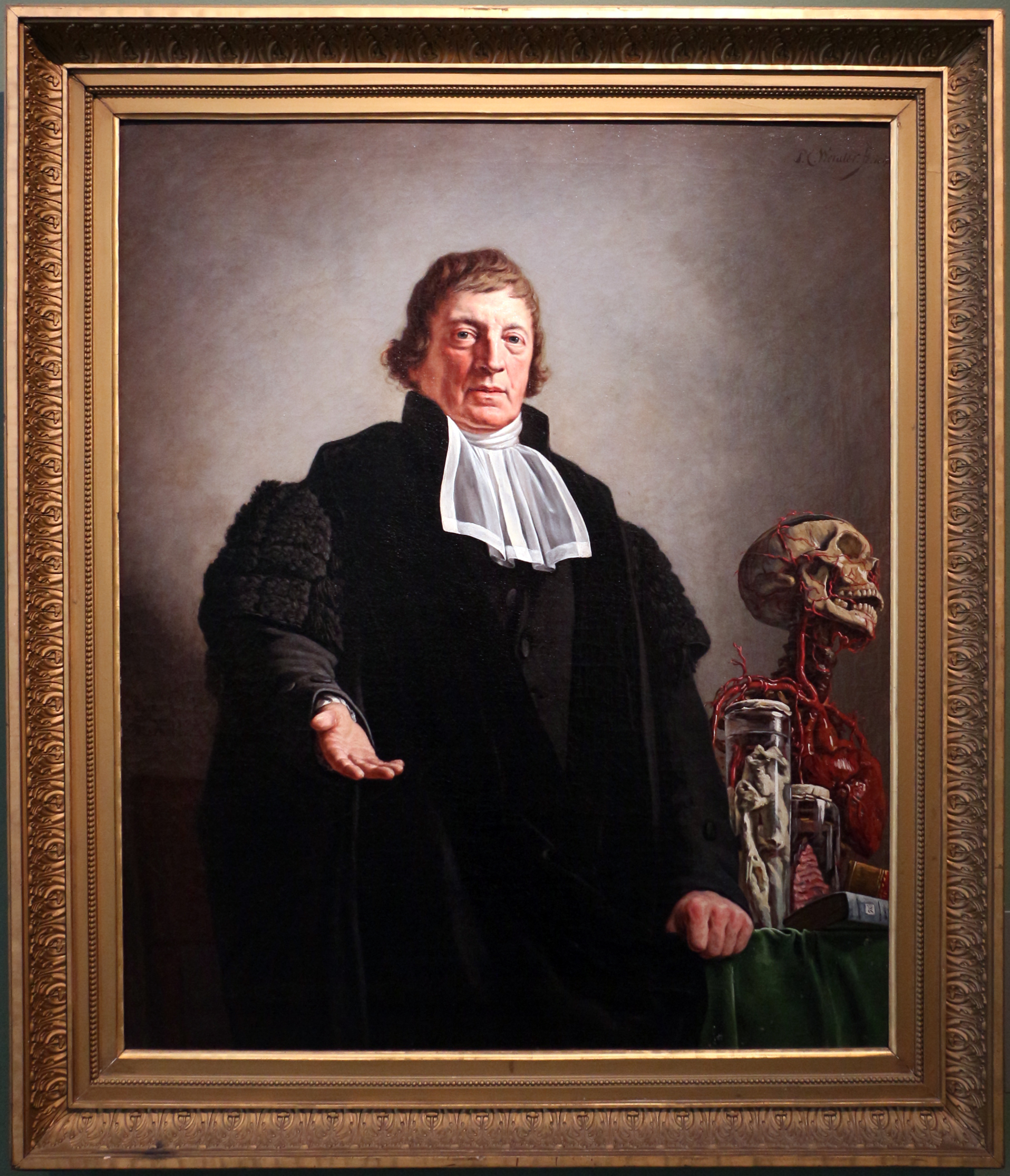
Portret van Prof. dr. Jan Bleuland door Pieter Christoffel Wonder (1818-1819), Universiteitsmuseum (Utrecht).

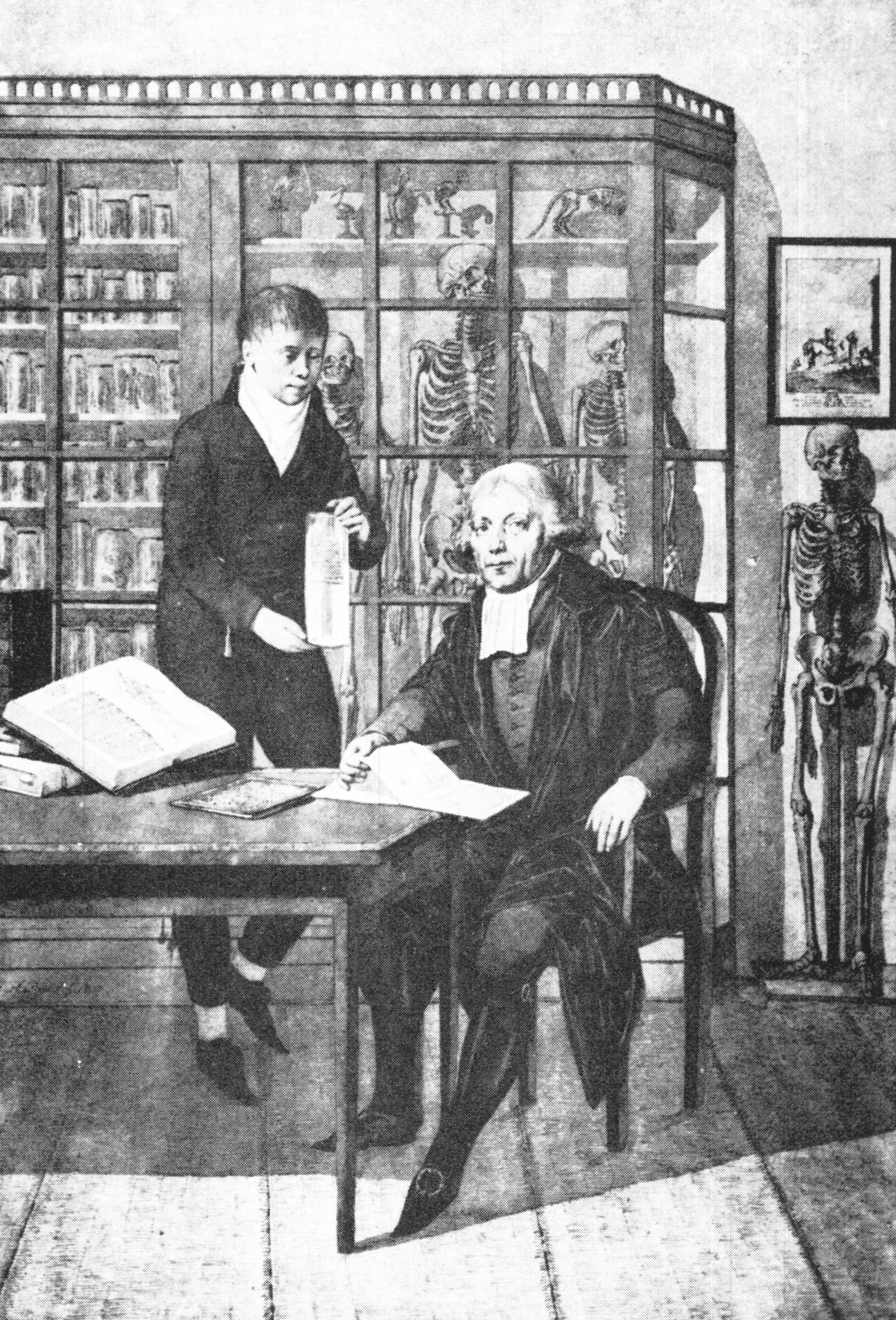
Jan Bleuland

Jan Bleuland (Gouda, 20 juli 1756 - Utrecht, 8 november 1838) was stadsarts van Gouda, hoogleraar te Harderwijk en Utrecht en rector magnificus van de universiteiten van Harderwijk en Utrecht.

## Leven en werk
Bleuland werd geboren als zoon van de Goudse metselaar en aannemer Jasper Bleuland en Aafje de Jong. Na zijn studie aan de Latijnse school op de Groeneweg te Gouda trad hij in de voetsporen van zijn oom Cornelis Bleuland, chirurgijn te Gouda. Na een jaar 'stage' gelopen te hebben in het apothekersvak ging hij in 1774 medicijnen studeren te Leiden. Op 21 juni 1780 promoveerde hij aldaar op een proefschrift "Over het moeilijk of verhinderde doorslikken van spijzen". Direct na het afronden van studie vestigde hij zich in zijn geboortestad Gouda als stadsdokter.
Bleuland trouwde op 15 maart 1781 in Leiden met Adriana Cornelia Cuijpers, zuster van een Leids geneesheer en dochter van Adrianus Cuijpers en Johanna Bronkwaal. Het echtpaar kocht een huis "de Arke Noach" op de Westhaven te Gouda, waar op 14 augustus 1783 hun dochter Aafje werd geboren. Zijn vrouw overleed kort na de bevalling. Jan Bleuland hertrouwde op 12 augustus 1785 met de eveneens uit Leiden afkomstige Catharina Blauw. Ook uit dit huwelijk werd één dochter (Henriëtte Cornelia) geboren.
Met grote regelmaat verschenen er van zijn hand - al vanaf zijn Goudse periode - wetenschappelijk werken op medisch en anatomisch gebied. Bleuland was de enige medicus in zijn tijd, die verhelderende illustraties gebruikte in zijn boeken. Zijn wetenschappelijk activiteiten bleven niet onopgemerkt. In 1791 werd hij benoemd tot hoogleraar in de ontleed-, heel- en verloskunde aan de universiteit van Harderwijk. Van 1793-1794 was hij rector magnificus van deze universiteit. In 1795 werd hij hoogleraar te Utrecht. Van de universiteit van Utrecht is hij tweemaal rector magnificus geweest en wel van 1797-1800 en van 1816-1817.
Koning Lodewijk Napoleon benoemde Bleuland tot "ridder van de Hollandse Unie". Tijdens het verblijf van Lodewijk Napoleon in Utrecht was hij consulterend geneesheer van de koning.
In 1826 ging hij met emeritaat en kon zich vanaf dat moment geheel wijden aan de door hem aangelegde collectie van ontleedkundige preparaten. De totale collectie werd door Koning Willem I aangekocht als anatomisch museum voor de Universiteit van Utrecht. Een beschrijving van dit Museum Bleulandium is nog door Bleuland zelf vervaardigd en is uitgegeven voorzien van illustraties van de hand van J. H. Verheijen.
Jan Bleuland overleed op 82-jarige leeftijd op 8 november 1838 en ligt begraven op begraafplaats Soestbergen te Utrecht.

## Terzijde
- Zowel zijn vader Jasper als zijn oom Cornelis Bleuland behoorden tot de patriotten in Gouda. Hun huizen op de Gouwe werden in 1787 na de inval van de Pruisen geplunderd door de prinsgezinden.
- In Gouda is de hoofdlocatie van het Groene Hart Ziekenhuis (Bleulandlocatie) en zijn (in 1961) de Bleulandweg en het Bleulandpad naar hem genoemd.

## Werken van Bleuland
- Bleuland, J. (1785), De Sana Et Morbosa Oesophagi Structura, Leiden: Honkoop.
- Bleuland, J. (1826), Descriptio Musei Anatomici, Utrecht: Altheer.
- Bleuland, J. (1828), Otium Academicum, Utrecht: Altheer.